# Tarasowskij
Tarasowskij (ros. Тарасовский) – osiedle w Rosji, w obwodzie rostowskim, ośrodek administracyjny rejonu tarasowskiego. W 2010 liczyło 9017 mieszkańców.